# 핀란드의 동성결혼
핀란드의 의회는 2014년 12월 12일 민법을 개정하고 2015년 2월 20일 핀란드의 대통령의 서명을 받아 2017년 3월 1일 동성 결혼을 합법화하였다.
핀란드는 동성결혼이 합법화되기 전인 2002년부터 2017년까지 동성커플을 위해 결혼과 비슷한 권리를 보장해주는 시민결합(rekisteröity parisuhde, registrerat partnerskap) 제도를 운용하였다.

## 시민결합
핀란드 의회는 시민결합(rekisteröity parisuhde, registrerat partnerskap)을 입안하여 2001년 9월 28일 찬성 99, 반대 84표로 통과시켰다. 시민결합법은 2002년 3월 1일 공식적으로 효력을 발휘하였다. 시민결합은 동성커플에게만 가능하였으며, 입양권 및 가족성씨권리를 제외하고 결혼과 유사한 의무와 권리를 보장하였다. 핀란드 의회는 또한 핀란드인과 시민결합을 한 외국인 파트너에게도 핀란드인과 결혼한 외국인 배우자와 동일한 이민법상의 대우를 허용하였다.
2009년 5월 의회는 시민결합한 파트너의 생물학적 자녀를 입양할 수 있도록 법을 개정하였다. 2017년 3월 1일 핀란드에서 동성결혼이 합법화되면서 시민 결합 제도는 폐지, 대체되었다.

## 동성결혼

### 2007년-2011년 의회 회기
기독교계 신문사인 《Kotimaa》는 2010년 3월 핀란드의 국회의원의 과반수 가까이가 동성결혼에 찬성한다는 기사를 발행하였다. 126명의 국회의원에게 동성결혼을 지지하냐는 신문사의 질문에 46%가 찬성을, 54%가 반대하였다. 핀란드 사회민주당 소속 의원의 63%와 녹색동맹, 좌파동맹 소속 의원 전체가 동성결혼을 지지한다고 답변하였다. 반면 중앙당과 국민연합당의 국회의원 과반수는 동성결혼에 반대하였다.

## 통계
핀란드에서 동성결혼을 합법화한 첫달에 87쌍의 동성부부가 탄생하였으며, 770쌍의 시민결합 중인 동성커플이 동성결혼으로 전환하였다.

## 여론
핀란드의 동성결혼 지지율은 2000년대에 들어 증가하였다. 2006년 12월 EU poll의 조사에서 핀란드의 동성결혼 지지율은 45%였고, 2010년 8월에 치러진 Yle의 조사에서는 54%가 동성결혼을 지지하였다. YouGov의 2013년 1월 여론조사에서는 동성결혼 지지율이 57%로 나타났으며, 동성부부의 입양권 보장에 대해서는 51%의 응답자가 찬성한다고 답하였다.
2014년 6월 핀란드 복음 루터 교회가 소속 성직자들을 대상으로 한 조사에서 44%가 동성결혼에 찬성을, 41%가 반대한다고 하였다.
2015년 유로바로미터에 따르면 핀란드 국민의 66%가 유럽 전체에서 동성결혼이 허용되어야 한다고 답하였다고 한다. 반면 28%가 반대하였다.

## 같이 보기
- 스웨덴의 동성결혼